# Наглавци
Наглавци (алб. Nagllavë) је насеље у општини Клина, Косово и Метохија, Република Србија.

## Становништво
| Демографија | Демографија | Демографија |
| Година      | Становника  | Становника  |
| ----------- | ----------- | ----------- |
| 1948.       | 108         |             |
| 1953.       | 138         |             |
| 1961.       | 149         |             |
| 1971.       | 289         |             |
| 1981.       | 318         |             |
| 1991.       | 324         |             |